# Krowica Lasowa
Krowica Lasowa – wieś w Polsce położona w województwie podkarpackim, w powiecie lubaczowskim, w gminie Lubaczów.
| SIMC    | Nazwa | Rodzaj    |
| ------- | ----- | --------- |
| 0606174 | Boble | część wsi |

W latach 1975–1998 miejscowość administracyjnie należała do województwa przemyskiego.
Według danych z 2011 roku miejscowość zamieszkiwały 224 osoby.
Wierni Kościoła rzymskokatolickiego należą do parafii Przemienienia Pańskiego w Krowicy Samej.